# 희성그룹
희성그룹 (喜星그룹)(영어: Heesung Group)은 1996년 1월 LG그룹의 계열사였던 희성금속, 국제전선, 한국엥겔하드(주), 상농기업(주), (주)원광, 진광정기  등 6개사가 계열 분할되면서 생긴 대한민국의 기업 그룹이다.

## 계열사
- 희성전자
- 희성촉매
- 희성피엠텍